# A2o architecten
Het Belgische a2o is architectenbureau gespecialiseerd in architectuur, stedenbouw, interieur en ruimtelijke transformaties. Het team bestaat uit een 50-tal ontwerpers. Het bureau is begonnen in Hasselt, maar opende een bijkantoor in Brussel toen het aantal opdrachten daar groeide.

## Belangrijkste realisaties
- 1997-2004 Vlaams administratief centrum (VAC) Hendrik van Veldekegebouw, Hasselt
- 2005-2012 Renovatie cultuurcentrum CCHA, Hasselt
- 2005-2014 Clarenhof, Herbestemming Clarissenklooster tot woonzorgcentrum, Hasselt
- 2006-2012 Renovatie en uitbreiding Virga-Jesse-College, Hasselt
- 2008-2018 Transformatie schoolcampus Atlas College, Genk
- 2010-2017 Masterplan en stadsontwikkelingsproject Sionsite, Lier
- 2011-heden Hippodrome Laken
- 2014-heden Herbestemming voormalige Chocoladefabriek Rosmolen te Nerem tot collectieve woningen, Tongeren
- 2014-2018 Crematorium Stuifduin, Lommel[2]
- 2014-2020 Woontoren Vaartkom, Leuven
- 2016-2019 Kunstschool PXL-MAD school of arts, Hasselt